# 寶町停留場
寶町停留場（日语：／ Takara-machi teiryūjō */?），又稱寶町電車站，是位於長崎縣長崎市寶町，長崎電氣軌道本線的電車站。車站編號為25。

## 歷史
此電車站在1915年（大正4年）11月啟用，與長崎電氣軌道第一期線開通屬同一日，當時電車站名稱為稻佐橋通停留場（日语：／）。此電車站當時與長崎本線並行，電車站設置於長崎本線平交道附近（32°45′29″N 129°52′2.2″E / 32.75806°N 129.867278°E）。平交道在1965年（昭和40年）立體交差化。
在1957年（昭和32年）的戰後都市計劃中，路軌遷移至國道206號上。舊線上的電車站廢止，並遷移至新線上，新線上的電車站名為船藏町停留場（日语：／）。在1966年（昭和41年）才改為現時寶町停留場。

### 年表
- 1915年（大正4年）11月16日 - 稻佐橋通停留場啟用[2][7]。
- 1957年（昭和32年）12月19日 - 走線變更，舊線上的電車站廢止[2]，電車站遷移至新線上，並改名為船藏町停留場[1][7]。
- 1966年（昭和41年）9月20日 - 電車站改名為寶町停留場[2]。
- 1968年（昭和43年）1月20日 - 電車站向八千代町一方遷移0.1公里[2]。
- 1999年（平成11年）3月25日 - 電車站進行裝修[8]。月台上蓋被更換[1]。

## 電車站構造
電車站是建造在共用行車道上。電車站設有2面2線的低地台相對式月台。東邊為長崎站前方向月台，西邊為赤迫方向月台。在1999年，電車站附近的架空電纜柱改為設於兩路軌中央，月台上蓋也被更換，月台延長和提高了高度。
電車站月台連接行人天橋。長崎電氣軌道為了應對交通擠塞的對策和提供無障礙環境，把各站的行人天橋撤走，但是此電車站的行人天橋還存在，減少了方便性。

### 運行系統
此電車站是本線電車站之一。當中1、2、3系統駛入此站。

## 使用狀況
根據「長崎電軌」的調査，以下為1日的上下車人次資料。
- 1998年 - 3,053人[1]
- 2015年 - 2,000人[12]

## 電車站周邊
此電車站是電車與前往長崎港對面岸地區的巴士路線轉乘地點。前往三菱重工相關工場的通勤客會在此電車站轉乘巴士。在電車站鄰近寶町路口的交通量較多。
在電車站啟用當時，附近曾經設有變電站（船藏町變電所）。隨著變電站老化，在1968年（昭和43年）由位於長崎站一方的天神町變電所取代。但是該變電站也老化了，便於2015年（平成27年）廢止，取而代之是建設新的御船藏町變電所。
- 長崎最佳西方頂級精選酒店
- 杉永蒲鉾（日语：杉永蒲鉾）
- Gusto長崎站北店
- 三菱重工業長崎造船所（日语：三菱重工業長崎造船所）幸町工場

## 相鄰電車站
長崎電氣軌道
本線（■1號系統、□2號系統、■3號系統）
錢座町（24）－寶町（25）－八千代町（26）
- 在1922年（大正11年）前，此電車站與八千代町停留場之間曾經設有壽橋停留場。

## 注腳
1. 1 2 3 4 5 6 7 8 9  田栗 & 宮川 2000，第55頁.
2. 1 2 3 4 5 6 7 8  今尾 2009，第57頁.
3. 1 2  100年史，第128–129頁.
4. ↑  田栗 2005，第41頁.
5. 1 2  田栗 2005，第39頁.
6. 1 2 3 4 5  田栗 2005，第40頁.
7. 1 2 3 4  100年史，第127頁.
8. ↑  田栗 2005，第156頁.
9. 1 2  100年史，第130頁.
10. 1 2  川島 2013，第46頁.
11. ↑  100年史，第109頁.
12. ↑  100年史，第124頁.
13. ↑  田栗 2005，第147頁.
14. ↑  100年史，第110頁.
15. ↑  100年史，第203頁.